# Nación Ranquel
Nación Ranquel es una localidad del Departamento General Pedernera en la provincia de San Luis, Argentina.
Se ubica en inmediaciones de la ruta provincial 27, casi en el centro-sur de provincia. Puntualmente dista de 130 kilómetros de la capital provincial y se emplaza al norte de la localidad de Batavia y Fortín El Patria.
Se destaca por ser el primer y único municipio manejado y creado íntegramente por una comunidad aborigen.

## Toponimia

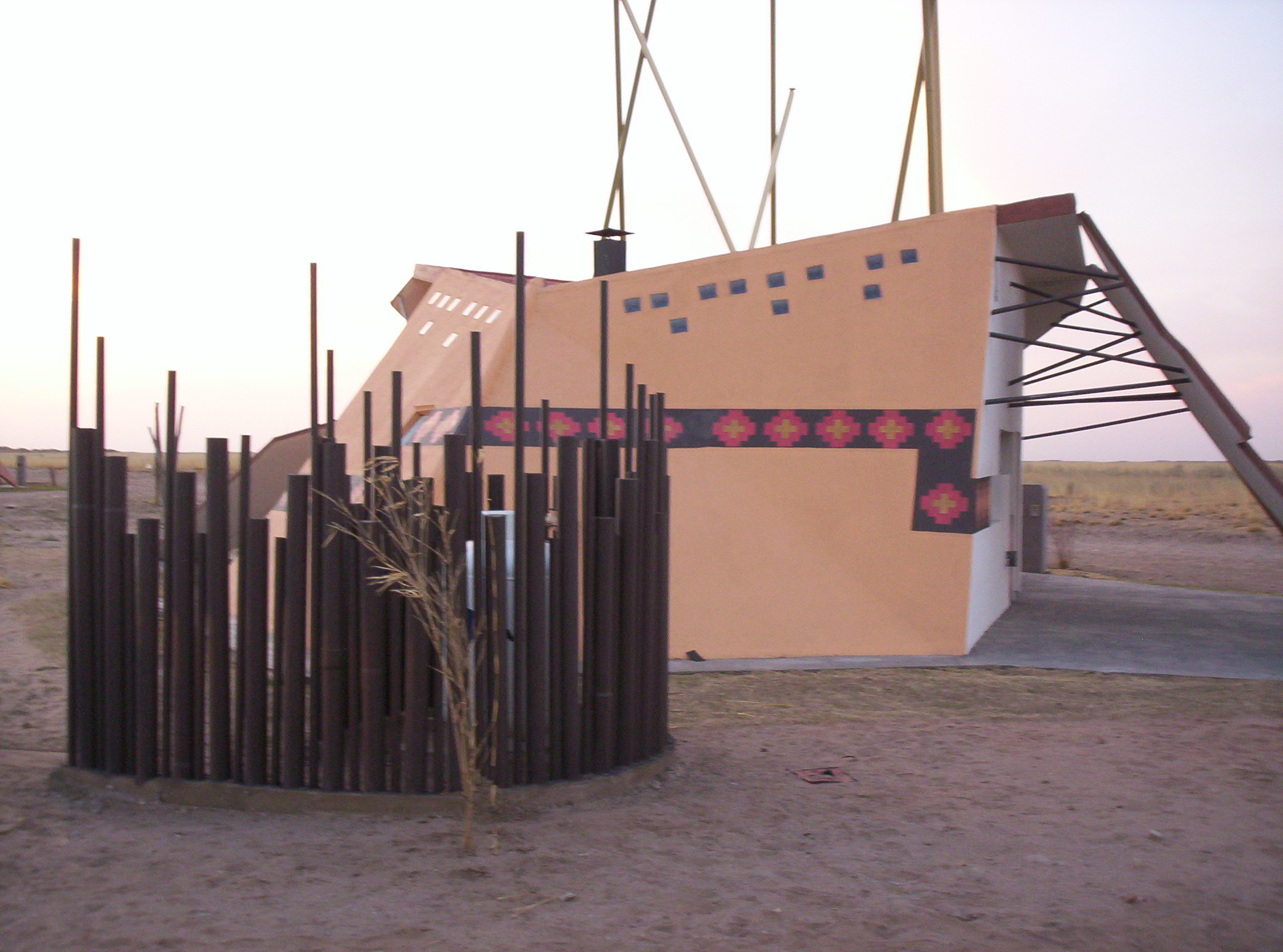
Casa con arquitectura adaptada ala cultura ranquel.

Su denominación hace homenaje al pueblo aborigen ranquel que habitó y abundaba en estas tierras. Es el primer municipio dedicado a esta etnia en Argentina.

## Historia
Como antecedente a la creación del asentamiento, en 2006 se sancionó la Ley Nacional 26.160 de Emergencia de Tierras, a efectos de dar respuesta a la situación territorial de las comunidades indígenas. Luego, el entonces gobernador Alberto Rodríguez Saá restituyó gran cantidad de tierras por ley en agosto de 2007 a la comunidad Ranquel local constituidas por las comunidades Lonko Guayqui Gnerr y Manuel Baigorria con el compromiso de preservar sus derechos y autonomía. Una vez efectiva la restitución de tierras a los descendientes ranqueles, la administración provincial  comenzó a construir un complejo de viviendas, un hospital de 567m² y una escuela con SUM de 479m². En un primer momento se informó que las tierras cedidas serían unas 2500 hectáreas. Otra información posterior afirmó que para la creación de la localidad  el gobierno puntano otorgó en forma "inalienable" más de 60.000 hectáreas y creó el municipio Ranqueles. La afirmación oficial del gobierno provincial fue que el nuevo municipio sería: «una solución a los reclamos de tierras, sociales y culturales de los pueblos originarios». Una vez concluidas las obras se reunió las 23 familias aborígenes y se las trasladó al nuevo asentamiento.
Puntualmente, el nacimiento de la localidad se dio el 30 de mayo de 2009 por el gobierno provincial con un primer nombre de  Rancul Che. Como piedra angular de esta fecha el gobernador entregó 22 viviendas que conformaron el pueblo para las dos comunidades ranqueles de la provincia. Las viviendas la momento de la entrega contaron con 70m², conformados en cocina, living comedor, dos dormitorios y baño. Además, contaron con los servicios de agua, luz y gas y hasta conexión Wi-Fi a internet. Por último, el aspecto externo reproduce las características de las tradicionales tolderías que sus antepasados armaban a base de cuero y cañas.
Para la subsistencia de la población la provincia entregó 5000 cabezas de ganado y facilidades para la siembra y se cosecha. Como apoyo se diseñó un programa de planes sociales a cambio de que cumplan tareas en la localidad.
Posterior a la inauguración se informó que el nuevo municipio sería regido por el lonko Walter Moyeta, en calidad de delegado normalizador. Sin embargo, se aclaró que el delegado iba a contar con "total libertad para administrar" el municipio, al igual que la escuela y el hospital, donde se incluyen prácticas medicinales de acuerdo con las costumbres ancestrales de esa comunidad.
Los funcionarios añadieron que la idea central del proyecto es que el pueblo Ranquel recupere su historia y sea capaz de autodeterminarse como ciudadano del Estado nacional que habita. En tanto, para que la comunidad sea sustentable, se proyecta la construcción de casinos y hoteles para atraer el turismo.

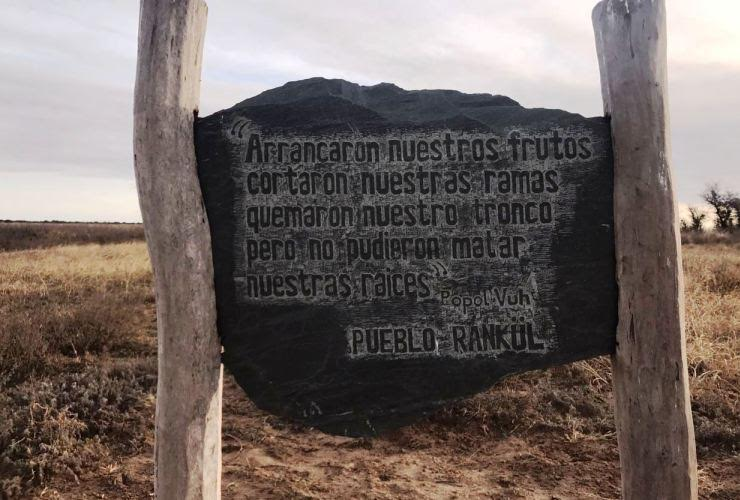
Cartel conmemorativo con el nombre local de la localidad.

La convivencia entre las dos comunidades fue muy difícil desde un primer momentos y hubo desacuerdos entre las dos comunidades de ranqueles. Los primeros tres años fueron dolorosos, y a partir de 2012 sintió que se volvía insostenible. Algunos miembros abandonaron la comunidad por desacuerdos culturales y religiosos.
En 2017 asumió como autoridad del Municipio Ranquel, por un periodo de dos años, una asamblea tripartita integrada por las lonkas Ana Escudero, Laura Garay, y el lonko Víctor Baigorria. Tras ser electa como autoridad, la comisión tripartita pidió asesoramiento al gobierno provincial para poder administrar los campos del municipio. La ayuda provincial se materializó con el envío del interventor. No obstante, Sergio Freixes no reconoció la figura de las lonkas por el hecho de ser mujeres.  De inmediato, los problemas políticos iniciaron cuando el funcionario fue acusado de avasallar los derechos de las mujeres locales. Algunas mujeres denunciaron que el interventor Sergio Freixes, un huinca (blanco) se les quitó su ganado y se les impide realizar actividades para su propia subsistencia. También, se supo que todo el manejo de los animales y cultivos es administrado por el funcionario y el dinero generado no retornaría ala comunidad. En tanto, los planes sociales fueron convertidos en clientelismo político según la voluntad del interventor.
Además, se conoció que el interventor fue titular de los ministerios de Legalidad y de Medio Ambiente, Campo y Producción de la provincia. En 2018, el Tribunal Oral Federal de San Luis lo condenó a cinco años de prisión por coacción agravada y amenazas contra otros funcionarios y lo inhabilitó para ejercer cargos públicos por una década. Sin embargo, fue designado por el gobierno y administra el municipio. En ese mismo año la comunidad está impedida de elegir sus propias autoridades desde 2019, debido a que el interventor no lo permite.

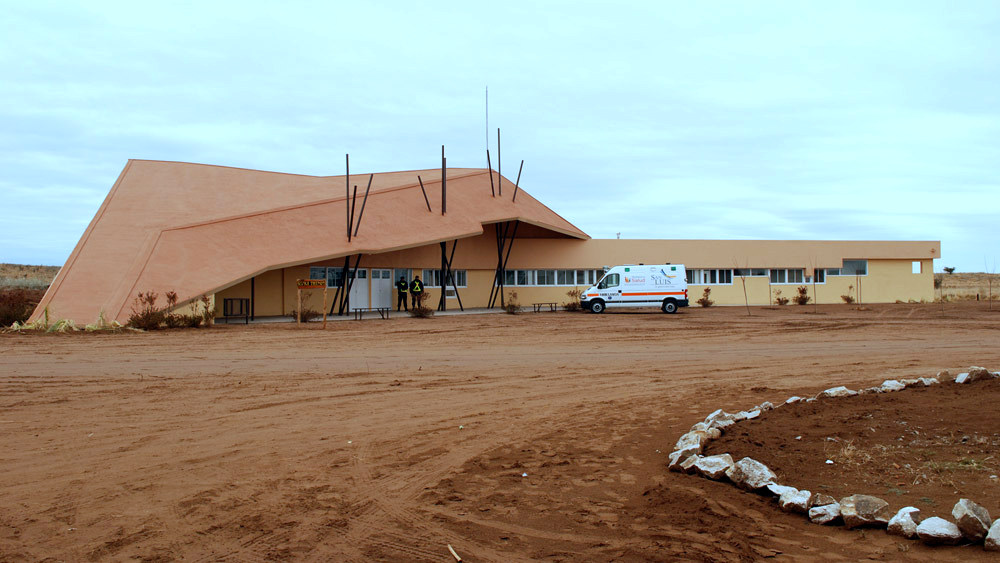
Hospital de la localidad con aspecto aborigen.

En 2019 se estrenó la película La vida en común que retrata la vivencia de los jóvenes pobladores del pueblo y muestra escenas dentro del poblado. El film es un testimonio de la vida de la juventud en Nación Ranquel ya que retrata su relación con sus files canes que utilizan para dar caza sobre todo a los pumas y que es parte fundamental de este pueblo originario.
Durante 2020 con la pandemia del covid 19 se recrudeció el control sobre la población poniendo una tranquera y candado. También, se debía explicar los egresos ye ingresos a la localidad. También se impuso un sistema de expulsiones y confiscaciones manejado discrecionalmente. La provincia argumentó su falta de autoridad para intervenir en asuntos aborígenes y desconoció los hechas sin medidas subsanantes.
En abril de 2022, ante la falta de respuesta de la justicia y el gobernador, las mujeres que fueron damnificadas por el interventor realizaron un acampe de 18 días frente a la Casa de Gobierno de San Luis.
Hacia 2023 la situación comprometedora de la localidad no había mejorado. Algunos ex pobladores llamaron a Nación Ranquel una estancia grande con un patrón. También se supo en ese año que las viviendas de concreto fueron mal construidas y y sufren numerosas filtraciones de agua en las tormentas.
Con la derrota del partido hegemónico de los Saa a fines de ese año el nuevo gobernador Claudio Poggi denunció la corrupción del peronista Freixes y lo desplazó del cargo de interventor y restituyó el manejo del Pueblo Ranquel a Víctor Baigorria, como Lonco normalizador de la comunidad originaria. En entrante mandatario confirmó que las riquezas productivas del poblado fueron apropiadas y manejadas por Freixes, su secretaria y Alberto Rodríguez Saá (hijo) del gobernador saliente. De inmediato se procedió a realizar la denuncia judicial por la corrupción acaecida desde el 2017. La investigación concluyó que desde ese año los ranqueles habían perdido los derechos económicos, civiles y políticos sobre su territorio en favor de Freixes. La principal consecuencia de la corrupción instalada fue el manejo y arrendamiento para los más de 8000 vacunos y 120 caballos en favor del interventor que entre los meses de marzo de 2022 y julio de 2023 vio ingresar a sus cuentas un movimiento de dinero que ascendió al monto de $283.399.813. Los manejos de esos fondos, son materia de investigación de la Unidad de Información Financiera de la Nación, ante la sospecha de posible lavado de dinero. Otra prueba de la corrupción imperante instaurada por el partido peronista local fue que cuatro días antes del final de la gestión  del gobernador Alberto Rodríguez Saá  Freixes, Aguilera y Rodríguez Saá hijo, se hicieron transferir un aporte del tesoro provincial por $50.000.000 mediante el Decreto n.º 11.685 del 2023 dictado por el exgobernador. Por último, se comprobó que Freixes realizaba alquileres de los campo, sin comprobantes y para ganancia personal y prohibía a las familias ranqueles y allegados a la comunidad tenían prohibido el ingreso a la laguna. Además, se hallaron irregularidades en lo laboral, con trabajadores en negro, deudas millonarias con el AFIP y desigualdad de condiciones. De 23 empleados solo 12 estaban registrados y nunca recibieron sus recibos de haberes. Todos sin ART porque se debía una suma millonaria. Tampoco había discrecionalidad en becas para estudiantes, ni ayudas a longevos. La gravedad de los hechos sufridos por el pueblo fueron tildados como entre los actos de corrupción más grande que tuvo la provincia.

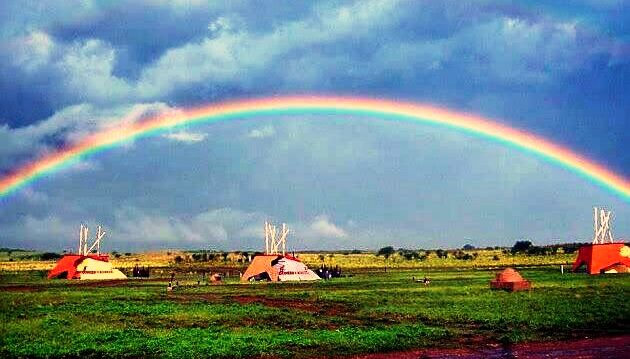
Viviendas agrupadas de la localidad.

Para fines de ese año se informó que aproximadamente 8500 cabezas de ganado, 168 caballos y una cantidad indeterminada de búfalos, además de las amplias tierras productivas volvían al manejo ranquel. Otro gran cambio fue el incremento de los recursos disponibles municipales, respecto de diciembre de 2023 fue del 1422% una vez que se acabaron los negocios privados y toda la información salió a la luz y el justo reparto de las ayudas sociales que la comunidad recibía. Para fines de 2024 el lonco confirmó que la normalización y libertad del pueblo gracias a la ayuda del nuevo gobernador.

## Población
Contó con 57 habitantes (Indec, 2010). La población se compuso por 34 hombres y 23 mujeres.

Según el censo 2022 la población total del municipio tuvo un leve incremento con 65 personas. En tanto, el número de viviendas registradas fue de 22. Esto datos le valieron ser la localidad con gobierno más joven y pequeña de la provincia.
| Gráfica de evolución demográfica de Nación Ranquel entre 1991 y 2022 |
|                                                                      |
| Fuente: Censos nacionales del INDEC                                  |

## Turismo
La comunidad hace invitaciones para participar de un día donde se comparten sus costumbres con los turistas. Además, se ofrece pescar en la laguna, cabalgatas, domas, degustaciones de comidas tradicionales y aprender aspectos esenciales de su cultura. Los 22 de diciembre la comunidad celebra el Kapac Raymi (solsticio de verano) como gran evento.
En sus mejores momentos, en 2013, hasta 100 turistas por fin de semana visitaban el Pueblo Nación Ranquel.

## Cultura
La creación del poblado ayudó a una revitalización de la cultura ranquel. Antes de la creación muchos sabían que eran descendientes, pero no hablaban de eso por vergüenza o por burla. Los ancianos del poblado debieron reconstruir la genealogía e impartir tareas como guías espiritual era ayudarlos a recuperar esa tradición, las ceremonias y la importancia del caballo.